# Ronde van Italië 2014/Tweede etappe
De tweede etappe van de Ronde van Italië 2014 werd op 10 mei verreden. Het peloton begon in de Noord-Ierse stad Belfast aan een vlakke etappe die ook in Belfast eindigde. De totale afstand van de rit was 218 kilometer. De Duitse sprinter Marcel Kittel won deze etappe. Michael Matthews mocht door bonificatieseconden de leiderstrui aantrekken.

## Verloop
De allereerste ontsnapping van deze Ronde van Italië werd op gang getrokken door de Italiaan Andrea Fedi, de Belg Sander Armée, de Nederlander Maarten Tjallingii en de Colombiaan Jeffry Romero. De vier werden constant onder controle gehouden van het peloton. Onderweg waren er twee klimmetjes van de vierde categorie, beide werden gewonnen door Tjallingii. Hierdoor startte hij de volgende dag in de blauwe bergtrui.
Op tien kilometer van de meet werd Romero als eerste van de vroege vluchters ingerekend door het peloton. Vijf kilometer verder was het voor Fedi en Armée, die inmiddels waren achtergelaten door Tjallingii, ook gedaan. De Nederlander hield de vlucht het langst vol en werd op zo'n drie kilometer van de streep gegrepen door het peloton.
Vooraan het peloton waren sprinttreinen te zien van Trek Factory Racing, Giant-Shimano en Cannondale. In de laatste bocht nam Orica-GreenEdge echter het voortouw. De Duitse topsprinter Marcel Kittel lanceerde zich uit het wiel van Nacer Bouhanni en versloeg de Fransman met twee fietslengtes.

## Uitslag
| Belfast - Belfast (218 km) |                    |                     |          |
| Plaats                     | Naam               | Ploeg               | Tijd     |
| Winnaar                    | Marcel Kittel      | Giant-Shimano       | 5u13'12" |
| 2                          | Nacer Bouhanni     | FDJ.fr              | z.t.     |
| 3                          | Giacomo Nizzolo    | Trek Factory Racing | z.t.     |
| 4                          | Elia Viviani       | Cannondale          | z.t.     |
| 5                          | Roberto Ferrari    | Lampre-Merida       | z.t.     |
| 6                          | Manuel Belletti    | Androni Giocattoli  | z.t.     |
| 7                          | Ben Swift          | Sky ProCycling      | z.t.     |
| 8                          | Michael Matthews   | Orica-GreenEdge     | z.t.     |
| 9                          | Davide Appollonio  | AG2R La Mondiale    | z.t.     |
| 10                         | Tyler Farrar       | Garmin Sharp        | z.t.     |
|                            |                    |                     |          |
| 11                         | Jetse Bol          | Belkin Pro Cycling  | z.t.     |
| 13                         | Tosh Van der Sande | Lotto-Belisol       | z.t.     |

## Klassementen
| Algemeen klassement |                     |                         |          |
| Plaats              | Naam                | Ploeg                   | Tijd     |
| Roze trui           | Michael Matthews    | Orica-GreenEdge         | 5u37'54" |
| 2                   | Luke Durbridge      | Orica-GreenEdge         | +3"      |
| 3                   | Ivan Santaromita    | Orica-GreenEdge         | z.t.     |
| 4                   | Svein Tuft          | Orica-GreenEdge         | z.t.     |
| 5                   | Pieter Weening      | Orica-GreenEdge         | z.t.     |
| 6                   | Cameron Meyer       | Orica-GreenEdge         | z.t.     |
| 7                   | Rigoberto Urán      | Omega Pharma-Quick-Step | +8"      |
| 8                   | Gianluca Brambilla  | Omega Pharma-Quick-Step | z.t.     |
| 9                   | Pieter Serry        | Omega Pharma-Quick-Step | z.t.     |
| 10                  | Alessandro Petacchi | Omega Pharma-Quick-Step | z.t.     |

| Puntenklassement |                 |                     |        |
| Plaats           | Naam            | Ploeg               | Punten |
| Rode trui        | Marcel Kittel   | Giant-Shimano       | 50     |
| 2                | Nacer Bouhanni  | FDJ.fr              | 40     |
| 3                | Giacomo Nizzolo | Trek Factory Racing | 34     |
|                  |                 |                     |        |
| 11               | Sander Armée    | Lotto-Belisol       | 16     |
| 13               | Jetse Bol       | Belkin Pro Cycling  | 12     |

| Bergklassement |                    |                    |        |
| Plaats         | Naam               | Ploeg              | Punten |
| Blauwe trui    | Maarten Tjallingii | Belkin Pro Cycling | 6      |
| 2              | Andrea Fedi        | Neri Sottoli       | 3      |
| 3              | Jeffry Romero      | Team Colombia      | 2      |
|                |                    |                    |        |
| 4              | Sander Armée       | Lotto-Belisol      | 1      |

| Jongerenklassement |                  |                         |          |
| Plaats             | Naam             | Ploeg                   | Tijd     |
| Witte trui         | Michael Matthews | Orica-GreenEdge         | 5u37'54" |
| 2                  | Luke Durbridge   | Orica-GreenEdge         | +3"      |
| 3                  | Julien Vermote   | Omega Pharma-Quick-Step | +8"      |
|                    |                  |                         |          |
| 22                 | Jetse Bol        | Belkin Pro Cycling      | +1'01"   |

| Ploegenklassement |                         |           |
| Plaats            | Ploeg                   | Tijd      |
|                   | Orica-GreenEdge         | 16u04'24" |
| 2                 | Omega Pharma-Quick-Step | +8"       |
| 3                 | BMC Racing Team         | +10"      |
|                   |                         |           |
| 8                 | Giant-Shimano           | +56"      |

1e etappe ·
2e etappe ·
3e etappe ·
4e etappe ·
5e etappe ·
6e etappe ·
7e etappe ·
8e etappe ·
9e etappe ·
10e etappe ·
11e etappe ·
12e etappe ·
13e etappe ·
14e etappe ·
15e etappe ·
16e etappe ·
17e etappe ·
18e etappe ·
19e etappe ·
20e etappe ·
21e etappe
Startlijst · Eindstanden · Afbeeldingen